# تئوفانس
تئوفان (به فرانسوی: Théophane) یا تئوفانس(به یونانی: Θεοφάνης)(زادهٔ ۷۵۰- مرگ ۱۲ مارس ۸۱۷ یا ۸۱۸ میلادی) تاریخ‌نگار، راهب و قدیس مسیحی بیزانسی است. تئوفانس همچنین عضو انجمن آریستوکرات بیزانس هم بود. او دارای لقب اقرارآورنده بود.
کتاب تاریخ او سال‌های میان ۲۸۴ تا ۸۱۳ میلادی را پوشش می‌دهد. او از مخالفان ستایش تندیس‌ها و نمایه‌های دینی در میان مسیحیان بود.